# Coelioxys azteca
Coelioxys azteca är en biart som beskrevs av Cresson 1878. Coelioxys azteca ingår i släktet kägelbin, och familjen buksamlarbin. Inga underarter finns listade i Catalogue of Life.